# دامیر میکتس
دامیر میکتس (سیریلیک صربی: Дамир Микец؛ زادهٔ ۳۱ مارس ۱۹۸۴) تیرانداز اهل صربستان است.
وی در مسابقات کشوری و بین‌المللی در مجموع برندهٔ ۱۱ مدال طلا، ۲۲ مدال نقره، ۵ مدال برنز شده‌است.